# Taricharkalan
Taricharkalan è una suddivisione dell'India, classificata come nagar panchayat, di 6.440 abitanti, situata nel distretto di Tikamgarh, nello stato federato del Madhya Pradesh. In base al numero di abitanti la città rientra nella classe V (da 5.000 a 9.999 persone).

## Geografia fisica
La città è situata a 25° 25' 14 N e 78° 52' 23 E.

## Società

### Evoluzione demografica
Al censimento del 2001 la popolazione di Taricharkalan assommava a 6.440 persone, delle quali 3.451 maschi e 2.989 femmine. I bambini di età inferiore o uguale ai sei anni assommavano a 1.074, dei quali 565 maschi e 509 femmine. Infine, coloro che erano in grado di saper almeno leggere e scrivere erano 3.659, dei quali 2.327 maschi e 1.332 femmine.